# Filtration de Jantzen
En théorie des représentations, la filtration de Jantzen est une filtration d'un module de Verma (en) d'une algèbre de Lie semi-simple, ou d'un module de Weyl (en) d'un groupe algébrique réductif de caractéristique positive. Les filtrations de Jantzen ont été introduites dans (Jantzen 1979).

## Filtration de Jantzen pour les modules de Verma
Si M(λ) est un module de Verma d'une algèbre de Lie semi-simple de plus haut poids λ, alors la filtration de Janzen est une filtration décroissante
{\displaystyle M(\lambda )=M(\lambda )^{0}\supseteq M(\lambda )^{1}\supseteq M(\lambda )^{2}\supseteq \cdots .}
Elle possède les propriétés suivantes :
- M(λ)1 = N(λ), l'unique sous-module propre maximal de M(λ) ;
- les quotients M(λ)i/M(λ)i+1 admettent une forme bilinéaire contravariante non dégénérée ;
- la formule de la somme de Jantzen est satisfaite :

{\displaystyle \sum _{i>0}{\text{ch}}(M(\lambda )^{i})=\sum _{\alpha >0,\ s_{\alpha }(\lambda )<\lambda }{\text{ch}}(M(s_{\alpha }\cdot \lambda ))}
où {\displaystyle {\text{ch}}(\cdot )} désigne le caractère formel (en).